# Las Cruces (Veraguas)
Las Cruces es un corregimiento del distrito de Cañazas en la provincia de Veraguas, República de Panamá. La localidad tiene 1.364 habitantes (2010).